# Arne Nielsen (politiker)
 For alternative betydninger, se Arne Nielsen. (Se også artikler, som begynder med Arne Nielsen)
Arne Nielsen er tidligere viceborgmester for Kristendemokraterne i Holstebro Kommune.
Nielsen blev valgt ind i byrådet i 1982 og sad indtil 2009, hvor han ikke genopstillede, men stillede op til regionsrådet i Region Midtjylland.
Arne Nielsen er uddannet lærer, har været medlem af Ringkøbing Amtsråd og været afløser i Folketinget. Efter hans 28 år i byrådet blev han i 2010 udnævnt til Ridder af Dannebrog.
Nielsen har i 24 år været del af Holstebro Kunstmuseums bestyrelse. Han er fortsat medlem til Ældrerådet og Hardernes Y's Men's Club.